# Доннер, Отто
Отто Доннер (швед. Otto Donner, фин. Otto Donner; 1835—1909) — финский лингвист-угрофиновед и политик; отец Кая Доннера.

## Биография
Отто Доннер родился 15 декабря 1835 года в городе Коккола Вазаской губернии на побережье Ботнического залива.
Поучив соответствующее образование, О. Доннер с 1875 по 1905 год занимал должность профессора санскрита и сравнительно-исторического языкознания в Гельсингфорском университете (ныне Хельсинкский университет).
В 1883 году Доннер, вместе с Иоганном Рейнгольдом Аспелином, Августом Алквиста, Элиасом Лённротом, Сакариасом Топелиусом и другими представителями финской интеллигенции основал в столице Финляндии Финно-угорское общество, а десять лет спустя стал его президентом. С 1886 по 1891 год от редактировал издаваемый ФУО журнал «Journal de la Société finno-ougrienne».
Профессор Доннер был одним из членов Общества археологии, истории и этнографии при Казанском университете.
Помимо научной деятельности, Доннер активно участвовал и в политической жизни страны; в 1877—1905 гг. он был членом Сейма Финляндии, а с 1905 по 1908 год занимал пост министра образования Финляндии. Его родным языком был шведский, но по убеждениям он был фенноманом.
Основные труды учёного касались области индоевропейского и финно-угорского языкознания; среди многочисленных работ изданных Доннером наиболее известны следующие: «Cosmogonie des Hindous comparée à celle des Finnois» (1865); «Vergleichendes Wörterbuch der finnisch-ugrischen Sprachen» (1874—1884); «Die gegenseitige Verwandschaft der finnisch-ugrischen Sprachen» («Acta Societatis scientiarum fennicae», 1880, том XI); «Sur les Contrées de la Russie autrefois occupées par les Finnois» («Acta Societatis scientiarum fennicae», 1875); «Lieder der Lappen» (с финским и немецким переводами, 1876).
Отто Доннер умер 17 сентября 1909 года в Гельсингфорсе.
Его сын Кай пошёл по стопам отца и тоже посвятил свою жизнь науке.